# Trung Đông
Trung Đông (tiếng Anh: Middle East, tiếng Ả Rập: الشرق الأوسط, tiếng Hebrew: המזרח התיכון, tiếng Ba Tư: خاورمیانه) là chỉ bộ phận khu vực trung tâm của 3 Châu Lục: Á, Âu, Phi, từ phía đông và phía nam Địa Trung Hải đến ven sát bờ vịnh Ba Tư, bao gồm phần lớn Tây Á (trừ khu vực Ngoại Kavkaz) và Ai Cập thuộc châu Phi. Gồm 17 nước, có diện tích khoảng 7,2 triệu kilômét vuông, dân số khoảng 371 triệu. Có khí hậu chủ yếu là khí hậu sa mạc nhiệt đới (bao gồm khí hậu sa mạc á nhiệt đới), khí hậu Địa Trung Hải và khí hậu tính lục địa ôn đới, trong đó khí hậu sa mạc nhiệt đới phân bố rộng nhất. Địa mạo chủ yếu là cao nguyên và đồng bằng. Có các con sông lớn là sông Ơ-phơ-rát, sông Ti-gơ-rít và sông Nin. Từ vị trí địa lí mà nói, Trung Đông nối liền châu Á, châu Âu và châu Phi, khai thông Đại Tây Dương và Ấn Độ Dương, từ xưa đến nay chính là đầu mối giao thông trọng yếu của phương đông và phương tây. Là vùng "hai đại dương, ba châu lục, năm biển", có vị trí chiến lược cực kì trọng yếu. Vì mục đích tranh đoạt tài nguyên nước ngọt khan hiếm và tài nguyên dầu thô quý báu, cũng bởi vì khác biệt văn hoá và tôn giáo, kể từ sau chiến tranh thế giới thứ hai, cục thế ở khu vực này liên tục rối ren bất ổn.

## Duyên cách lịch sử

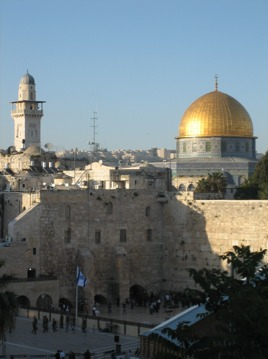
Bức tường phía Tây và nhà thờ Vòm Đá ở Jerusalem.

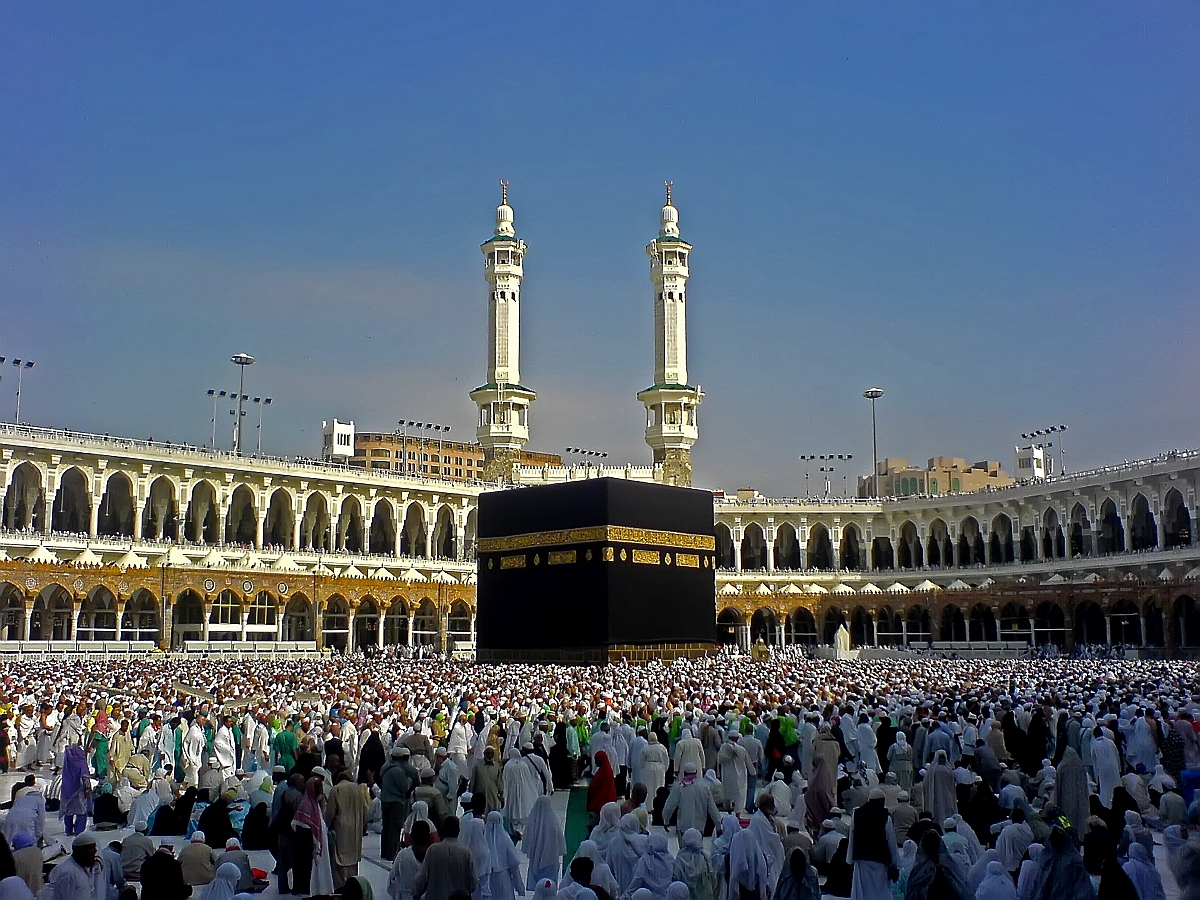
Kaaba ở vào Mecca, Arabia Saudi.

### Lịch sử cổ đại
Liên quan đến duyên cách lịch sử của vấn đề Trung Đông, có thể dùng "một, hai, ba, bốn" nói bao quát: một tổ tiên, hai dân tộc, ba lần lưu tán, bốn lần chiến tranh. Palestine gọi cũ là Canaan, cư dân bản địa gọi là người Canaan, nguyên lúc đầu là một nhánh của người Semit ở bán đảo Arabi. Khoảng thế kỉ XI trước Công nguyên, người Philistin dọc sát bờ biển Aegea di cư đến Canaan. Thế kỉ V trước Công nguyên, nhà sử học Hi Lạp Herodotos lần đầu tiên gọi khu vực đó là "Palestine", nghĩa là "ruộng đất của người Philistin" trong tiếng Hi Lạp, sử dụng dựa theo lối cũ cho tới nay.
Khoảng năm 1900 trước Công nguyên, một nhánh khác của người Semit dưới sự dẫn đạo của tộc trưởng Abraham - tổ tiên chung của Cơ Đốc giáo, Do Thái giáo và Hồi giáo, từ thành cổ Ur thiên di đến Canaan. Nói theo Kinh Thánh, Abraham và Sarah - vợ của ông, sinh con trai Isaac, họ chính là tổ tiên của người Do Thái. Sau khi người Do Thái đào thoát lưu vong ở Ai Cập, Moses dẫn họ ra khỏi Ai Cập trở về Canaan, mãi cho đến kiến lập Nhà nước Israel sau đại chiến thế giới lần thứ hai, tất cả đều phát nguyên ở một nhánh này. Abraham và Hagar - vợ lẽ của ông, sinh con trai Ishmael, vì nguyên do bị Sarah không dung thứ nên bị đuổi đến bán đảo Arabi, sinh con đông đúc, họ chính là tổ tiên của người Arab ở phía bắc bán đảo, tiên tri Muhammad của Hồi giáo là hậu duệ của ông.
Thời kì đầu Muhammad sáng lập tôn giáo, tôn giáo đó là hồi giáo. Đi cùng với số người tìm theo Muhammad gia tăng không ngừng, kị binh Arab cũng mở đầu bành trướng đối ngoại. Vào thể kỉ VII Công nguyên, phát sinh chia cắt giáo phái Hồi giáo. Người ủng hộ, tôn kính hậu duệ Muhammad và người tiếp nhận Caliph đại biểu Allah dần dần hình thành "phái Sunni" và "phái Shia".

### Thời kì cận đại
Cuối thế kỉ XVIII, đi cùng với Napoléon xâm nhập đế quốc Ottoman (một nước Hồi giáo thống nhất cuối cùng), các cường quốc đế quốc chủ nghĩa ở châu Âu (thế giới Cơ Đốc giáo) cũng mở đầu chia cắt lãnh thổ và vùng phụ thuộc của đế quốc Ottoman, kiến lập thuộc địa.
Thế kỉ XIX, bởi vì các loại xung đột xã hội và biến đổi xã hội của Hồi giáo (chủ yếu là sự xâm lược và cướp đoạt của chủ nghĩa đế quốc đối với thế giới Hồi giáo, tức là thực dân hoá và bán thực dân hoá đối với các nước Hồi giáo), dần dần dẫn đến phong trào cách mạng như phong trào phục hưng Hồi giáo kết hợp nhau với phong trào giải phóng dân tộc.

### Xung đột liên tục không dứt
Sau đại chiến thế giới lần thứ hai, dưới tình huống Anh Quốc tích cực ủng hộ chủ nghĩa phục quốc Do Thái, ngày 29 tháng 11 năm 1947, Đại hội Liên hợp quốc đã thông qua nghị quyết số 181 (II), liên quan đến vấn đề quản lí tương lai của Palestine: Anh Quốc kết thúc uỷ nhiệm thống trị trước ngày 1 tháng 8 năm 1948; sau khi kết thúc uỷ nhiệm thống trị, thành lập nhà nước Arab và nhà nước Do Thái trong hai tháng; Jerusalem và thôn làng, thị trấn phụ thuộc của nó rộng 158 kilômét vuông coi là một chủ thể độc lập do Liên hợp quốc quản lí.
Ngày 14 tháng 5 năm 1948, Liên hợp quốc kết thúc uỷ nhiệm thống trị đối với Palestine. Hướng ứng Phong trào giải phóng dân tộc, phi thực dân hóa ngày 14 tháng 5 năm 1948, Israel tuyên bố thành lập đất nước. Hoa Kỳ ủng hộ và trở thành quốc gia đầu tiên công nhận Nhà nước Israel. 12 giờ sau, liên quân Arab tiến đánh Israel. Ba ngày sau, Liên Xô công nhận Nhà nước Israel. Sau đó chiến tranh không chính thức giữa người Do Thái và người Arab ở khu vực Palestine mở đầu. Từ tháng 2 đến tháng 7 năm 1949, Ai Cập, 9Lebanon, Jordan và Syria lần lượt đồng ý kí kết hiệp định đình chiến (Iraq không kí kết với Israel). 
Năm 1956, Khủng hoảng kênh đào Suez nổ ra giữa Ai Cập với Anh, Pháp và Israel. Cuộc khủng hoảng nhanh chóng trở thành xung đột vũ trang và có nguy cơ leo thang thành một cuộc chiến tranh toàn diện. Trước tình hình đó Hoa Kỳ và Liên Xô đã chủ động hối thúc các bên đàm phán, giải quyết mâu thuẫn thông qua đối thoại. Kết quả là quân Ai Cập chết hơn 1.600 người, tổn thất hơn 210 chiếc máy bay; quân Anh, Pháp và Israel chết hơn 200 người, tổn thất chừng 20 chiếc máy bay. Quân Anh và Pháp rút lui và rời khỏi vào tháng 12. Quân Israel rút lui và rời khỏi khu vực Gaza và bán đảo Sinai vào tháng 3 năm sau (do Bộ đội Gìn giữ hoà bình Liên hợp quốc tiến vào đồn trú khu vực Gaza và ven sát vịnh Aqaba), nhưng mà đã lấy được quyền hàng vận (tức là thuyền tàu qua lại) để lưu thông qua eo biển Tiran.
Năm 1967, mâu thuẫn Arab - Israel và tranh đoạt về Trung Đông của Mĩ - Xô ngày càng mãnh liệt. Tháng 6 năm 1967 Chiến tranh sáu ngày nổ ra, Israel với lối đánh "tiên phát chế nhân" đã tung đòn phủ đầu huỷ tuyệt đại bộ phận máy bay Ai Cập ở trên mặt đất, chiếm cứ bán đảo Sinai và khu vực Gaza trong 4 ngày, sau đó công chiếm khu vực thành phố Đông Jerusalem và khu vực Bờ Tây sông Jordan. Tháng 10 công chiếm cao nguyên Golan ở Syria. Mặc dù được Liên Xô và khối cộng sản tài trợ, hậu thuẫn hàng loạt vũ khí, khí tài hiện đại nhưng liên quân Ả Rập gồm Ai Cập, Jordan, Syria rệu rã đã bị đánh bại hoàn toàn, hứng chịu tổn thất trầm trọng. Tháng 8 năm 1970 cuối cùng ngừng bắn. Cuộc chiến đấu trong hai năm này bị gọi là "cuộc chiến tiêu hao", đáng chú trong cuộc chiến này Liên Xô đã trực tiếp tham chiến khi gửi 15000 quân tham chiến trực tiếp, hệ quả là Liên Xô mất 58 máy bay và 5 lính chết.
Tháng 10 năm 1973, Ai Cập và Syria vì mục đích thu phục các nơi đã mất và giải thoát cục diện "không chiến tranh, không hoà bình" do Mĩ - Xô hình thành, mà khai chiến với Israel.
Ngày 6 tháng 6 năm 1982, Israel mượn cớ đại sứ của mình tại Anh Quốc bị đội du kích Palestine ám sát, cho nên sai phái hơn 100.000 người thuộc lục quân, hải quân và không quân, đã phát động tấn công quy mô lớn vào đội du kích Tổ chức Giải phóng Palestine và quân đồn trú Syria nằm ở trong nước Lebanon, chỉ dùng vài ngày, thì đã chiếm cứ một nửa giang sơn của Lebanon, đây là một lần chiến tranh lớn nhất giữa Israel và các nước Arab kể từ chiến tranh Trung Đông lần thứ tư đến nay, gọi là "chiến tranh Trung Đông lần thứ năm".
Từ ngày 22 tháng 9 năm 1980 đến ngày 20 tháng 8 năm 1988, Iraq trù tính thừa dịp chính quyền Khomeini của Iran không ổn định tiến hành đánh nhau, nhằm giải quyết triệt để tranh chấp biên giới, Iran và Iraq đã tiến hành chiến tranh dài đến 8 năm, được gọi là "chiến tranh Iran – Iraq".

## Khái niệm địa lí

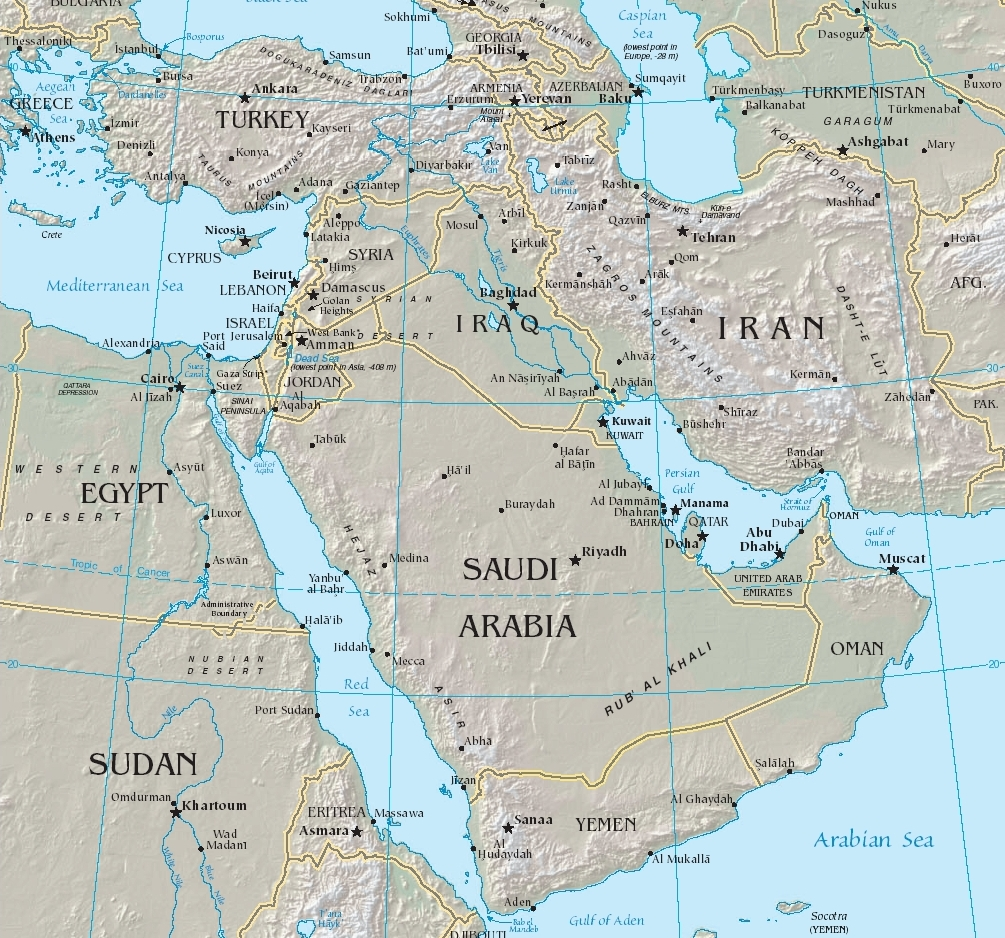
Bản đồ khu vực Trung Đông.

Trung Đông là chỉ bộ phận khu vực từ phía đông và phía nam Địa Trung Hải đến ven sát bờ vịnh Ba Tư. Về phương diện địa lí, Trung Đông bao gồm Tây Á (trừ Ngoại Kavkaz) và Ai Cập, là khu vực nối liền giữa châu Phi và lục địa Á - Âu. Trung Đông là một thuật ngữ địa lí chung chung do người châu Âu sử dụng, trong khái niệm bao gồm những nước và vùng lãnh thổ nào, vẫn không có định nghĩa rõ ràng, thông thường phiếm chỉ Tây Á (trừ Ngoại Kavkaz) và Ai Cập, gồm có 17 quốc gia, có diện tích khoảng 7,2 triệu kilômét vuông và dân số khoảng 371 triệu người. Các nước Trung Đông bao gồm: Ả Rập Xê Út, Iran, Iraq, Kuwait, Các Tiểu vương quốc Ả Rập Thống nhất, Oman, Qatar, Bahrain, Thổ Nhĩ Kỳ, Israel, Palestine, Syria, Liban, Jordan, Yemen, Cộng hòa Síp và Ai Cập.
Phần lớn Trung Đông là vùng Tây Á, nhưng khác biệt với Tây Á là Trung Đông không bao gồm khu vực Ngoại Kavkaz, mà bao gồm Ai Cập thuộc Bắc Phi. Trung Đông là vùng "một vịnh, hai đại dương, ba châu lục, năm biển", nằm ở chỗ gắn liền ba châu lục Á, Âu và Phi, khai thông vị trí then chốt của Đại Tây Dương và Ấn Độ Dương. Một vịnh chỉ vịnh Ba Tư, hai đại dương chỉ Đại Tây Dương và Ấn Độ Dương, ba châu lục chỉ châu Á, Âu và Phi, năm biển cụ thể chỉ biển Caspi, biển Đen, Địa Trung Hải, biển Đỏ và biển Ả Rập. Trong đó biển Caspi]] là một hồ nước và là hồ nước mặn lớn nhất trên thế giới. Trung Đông có giao thông tiện lợi, tuyến đường biển, đường thủy và đường hàng không, có thể thuận lợi vận chuyển dầu thô đến các nước. Trung Đông ở vào nơi "ba châu năm biển", là tuyến đường trọng yếu khai thông Đại Tây Dương và Ấn Độ Dương, nối liền phương tây và phương đông, cũng là yết hầu và đầu mối trọng yếu từ châu Âu qua Bắc Phi đến Tây Á.
Địa vị trọng yếu của Trung Đông về phương diện chính trị, kinh tế và quân sự thế giới, khiến cho khu vực này trở thành nơi các cường quốc tư bản chủ nghĩa tranh giành lợi ích và là nơi mà các nhà quân sự ắt phải tranh đoạt bằng được trong lịch sử thế giới.

## Khái niệm chính trị
Vấn đề Trung Đông về phương diện chính trị là chỉ vấn đề xung đột giữa các nước Arab (bao gồm Palestine) và Israel, cũng gọi là xung đột Israel – Palestine. Vấn đề Trung Đông là sản phẩm lịch sử do các cường quốc lớn tranh đoạt, cũng là vấn đề điểm nóng khu vực có thời gian liên tục không ngừng dài nhất  trên thế giới. Cốt lõi của vấn đề Trung Đông là vấn đề lãnh thổ của Palestine và Israel.

## Môi trường địa lí

### Địa hình địa mạo
Địa mạo của khu vực Trung Đông, phần lớn là cao nguyên, ven rìa cao nguyên có đỉnh núi cao đứng sừng sững. Các đồng bằng có diện tích nhỏ hẹp, chủ yếu phân bố ở thung lũng sông Nin và tam giác châu sông Nin ở Ai Cập, cùng lưu vực Lưỡng Hà nay thuộc Iraq (hoặc gọi đồng bằng Mesopotamia, "Lưỡng Hà" chỉ sông Ơ-phơ-rát và sông Ti-gơ-rít), chúng lần lượt là cái nôi của văn minh Ai Cập cổ đại và văn minh Babylon cổ đại. Ngoài ra, dọc sát bờ Địa Trung Hải cũng có các đồng bằng nhỏ hẹp. Biển Chết nằm ở chỗ tiếp giáp giữa Palestine và Jordan, được tạo thành do Vết đứt gãy lớn. Mặt hồ biển Chết có cao độ −430,5 mét so mức mặt biển, là điểm thấp nhất của bề mặt đất liền trên thế giới.

### Khí hậu
Khí hậu khu vực Trung Đông khô hạn, chủ yếu có khí hậu sa mạc nhiệt đới (bao gồm khí hậu sa mạc á nhiệt đới), khí hậu Địa Trung Hải và khí hậu ôn đới lục địa. Phần lớn khu vực ở vào giữa 20° đến 30° vĩ bắc, có chí tuyến Bắc xuyên qua giữa, nhiệt độ không khí nóng nực. Hơn nữa, khu vực này nằm trong áp cao á nhiệt đới và chịu sự kiểm soát của gió tín phong đông bắc đến từ nội lục châu Á khô cằn, cho nên thời tiết khô hạn ít mưa. Đồng thời với địa hình cao nguyên của khu vực này, đã ngăn chặn lối vào của không khí ẩm ướt ngoài đại dương, đã làm nghiêm trọng thêm tình trạng khô hạn của khu vực này, cho nên đã hình thành đặc điểm lấy khí hậu sa mạc nhiệt đới là chính.

## Nhân chủng học

### Các nhóm sắc tộc

Bản đồ Maunsell, một bản đồ dân tộc chí về Trung Đông của người Anh vào trước Thế chiến I.

Trung Đông ngày nay là nơi phát sinh của nhiều nhóm dân tộc đã hình thành từ lâu như Người Ả Rập, người Turk, Ba Tư, Baloch, Pashtun, Lur, Mandaean, Tat, Do Thái, Kurd, Somali, Assyri, Ai Cập Copts, Armeni, Azeris, Malt, Circassi, Hy Lạp, Turcoman, Shabak, Yazidi, Gruzia, Roma, Gagauz, Mhallami và Samari.
Người Hồi giáo sống ở khu vực Tây Á chủ yếu thuộc về bốn dân tộc, là người Ả Rập, người Ba Tư, người Thổ Nhĩ Kì và người Kurd. Trong bốn dân tộc này, người Ả Rập, người Ba Tư và người Thổ Nhĩ Kì đều lập nên các quốc gia của riêng mình.Trong đó,  Người Thổ Nhĩ Kì chỉ có duy nhất quốc gia Thổ Nhĩ Kỳ, người Ba Tư cũng chỉ có một quốc gia là Iran, trong khi Người Ả Rập lại lập nên rất nhiều quốc gia như Iraq, Arabia Saudi, Kuwait, Syria, Jordan, Yemen, Oman, Ai Cập, Qatar, Bahrain,... Người Kurd - tộc người đồng tông hậu đại trực hệ của Saladin họ được coi là anh hùng dân tộc Ả Rập, có dân số có chừng 30 triệu người, phân bố ở rất nhiều nước, trong đó có Thổ Nhĩ Kì (18 triệu), Iran (7 triệu), Iraq (5 triệu), Syria (1 triệu), Lebanon (100.000), Azerbaijan và Armenia (100.000),...
Ngoài ra còn có người Do Thái (với tín ngưỡng Do Thái giáo), đa số người Ả Rập ở Lebanon phần lớn tôn thờ Hồi giáo và Cơ Đốc giáo.
Về việc phân loại "người Ả Rập", có các tiêu chuẩn phân chia khác nhau. Căn cứ vào lịch sử, "người Ả Rập" theo nghĩa rộng nhất, có thể chia làm người Ả Rập, người Copt bị Ả Rập hoá và người Berber bị Ả Rập hoá.

### Di cư
Theo tổ chức di dân quốc tế, có khoảng 13 triệu người di dân thế hệ đầu tiên từ các quốc gia Ả Rập trên thế giới, trong đó 5,8 định cư ở các nước Ả Rập khác. Người nước ngoài từ các quốc gia Ả Rập đóng góp vào sự luân chuyển vốn tài chính và con người trong khu vực và do đó thúc đẩy đáng kể sự phát triển trong khu vực. Trong năm 2009 các nước Ả Rập nhận được tổng cộng 35,1 tỷ USD chuyển vào trong dòng chảy và kiều hối gửi về Jordan, Ai Cập và Liban từ các quốc gia Ả Rập khác là 40-190% cao hơn so với doanh thu thương mại giữa các nước kể trên và các quốc gia Ả Rập khác.

### Tôn giáo

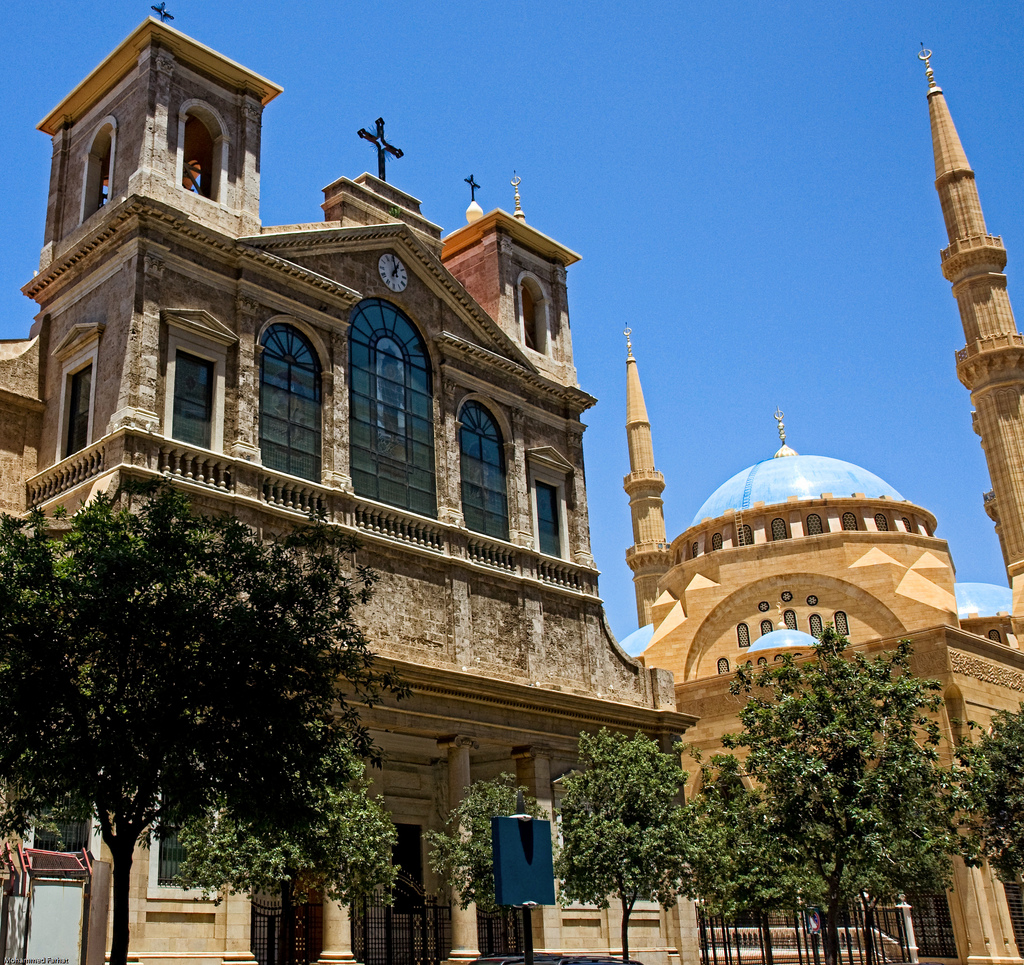
Nhà thờ Kitô giáo và Thánh đường Hồi giáo cạnh nhau tại Beirut, Liban.

Trung Đông là khu vực đa dạng về tôn giáo, nhiều trong số đó có nguồn gốc ngay tại đây. Hồi giáo là tôn giáo lớn nhất ở Trung Đông, nhưng các tôn giáo bản địa khác như Do Thái giáo và Kitô giáo cũng có lịch sử lâu đời và đóng vai trò quan trọng. Kitô hiện chiếm tỷ lệ 40,5% dân số Liban, nơi Tổng thống, một nửa nội các và một nửa nghị viện theo các hệ phái Kitô giáo. Ngoài ra còn có các tôn giáo thiểu số quan trọng như Bahá'í giáo,  Yarsanism, Yazidism, Hỏa giáo, Mandae giáo, Druze, và Shabakism, và trong thời cổ đại khu vực này là cái nôi của các tôn giáo cổ đại Lưỡng Hà, tôn giáo cổ đại Canaan, Mani giáo, tôn giáo bí truyền Mithras và nhiều phái ngộ giáo độc thần.

### Ngôn ngữ
Năm ngôn ngữ đứng đầu về số người sử dụng là Tiếng Ả Rập, Ba Tư, Thổ Nhĩ Kỳ, Berber, và Kurd. Tiếng Ả Rập và Berber là những ngôn ngữ thuộc hệ ngôn ngữ Á-Phi. Tiếng Ba Tư và ngôn ngữ của người Kurd thuộc hệ ngôn ngữ Ấn-Âu. Và tiếng Tiếng Thổ Nhĩ Kỳ thuộc về Ngữ hệ turk. Ngoài ra còn có khoảng 20 thứ tiếng thiểu số khác cũng được sử dụng tại Trung Đông.
Tiếng Ả Rập (với tất cả các phương ngữ của nó) là ngôn ngữ được nói/viết rộng rãi nhất ở Trung Đông, là ngôn ngữ chính thức của hầu hết các nước Tây Á và Bắc Phi. Nó cũng được sử dụng ở một số khu vực lân cận tại các nước không thuộc nhóm Ả Rập cạnh Trung Đông. Tiếng Ả Rập là một thành viên của nhánh Do Thái trong hệ ngôn ngữ Á-Phi.
Tiếng Ba Tư là ngôn ngữ được nói phổ biến thứ hai. Tiếng Ba Tư được giới hạn tại Iran và một số khu vực cạnh biên giới với các nước láng giềng, Iran là một trong những quốc gia lớn nhất và đông dân nhất khu vực. Tiếng Ba Tư là ngôn ngữ thuộc về nhánh Ấn Độ-Iran thuộc hệ ngôn ngữ Ấn-Âu.
Ngôn ngữ thứ ba được sử dụng rộng rãi là Tiếng Thổ Nhĩ Kỳ, một thành viên của Ngữ hệ Turk có nguồn gốc Trung Á . Phần lớn giới hạn tại Thổ Nhĩ Kỳ, cũng là một trong những nước lớn nhất và đông dân nhất trong khu vực, nhưng tiếng Thổ Nhĩ Kỳ cũng hiện diện đáng kể các nước láng giềng.
Các ngôn ngữ khác được nói trong khu vực bao gồm Tiếng Do Thái và Lưỡng Hà được nói chủ yếu bởi người Assyria và Mandean. Tiếng Armenia, Azerbaijan tại ngoại Kavkaz. Tiếng Somali, Berber được nói trên khắp Bắc Phi. Circassian, một ngôn ngữ nhỏ của tiếng Iran, Kurd, một nhóm nhỏ hơn của tiếng gốc Thổ Nhĩ Kỳ (như ngôn ngữ Gagauz), Shabaki, Yazidi, Roma, Gruzia, Hy Lạp, và một số loại tiếng Ả Rập hiện đại. Tiếng Malta cũng là một ngôn ngữ có bắt nguồn tại Trung Đông.
Tiếng Anh thường được dạy và được sử dụng như một ngôn ngữ thứ hai, đặc biệt trong tầng lớp trung lưu và thượng lưu ở các nước như Ai Cập, Jordan, Israel, Iran, Iraq, Qatar, Bahrain, UAE và Kuwait. Nó cũng là ngôn ngữ chính ở một số tiểu vương quốc thuộc UAE.
Tiếng Pháp được giảng dạy và được sử dụng ở nhiều cơ sở của chính phủ và trên các phương tiện truyền thông tại Algérie, Morocco, Tunisia, và Lebanon. Nó được giảng dạy ở một số trường tiểu học và trung học của Ai Cập, Israel và Syria.
Tiếng Urdu và Tiếng Hindi được sử dụng rộng rãi bởi cộng đồng di dân ở nhiều nước Trung Đông, chẳng hạn như Ả Rập Xê Út (nơi có 20-25% dân số là người Nam Á), UAE (nơi có 50 - 55% dân số là người Nam Á), và Qatar, trong đó có một số lượng lớn người nhập cư Pakistan và Ấn Độ.
Cộng đồng nói tiếng Romani lớn nhất ở Trung Đông là ở Israel, nơi mà vào năm 1995, tiếng Romani đã được 5% dân số sử dụng. Tiếng Nga cũng được nói bởi một bộ phận lớn dân số Israel, vì những cuộc di cư vào cuối năm 1990. Tiếng Amharic và các ngôn ngữ Ethiopia khác được nói bởi cộng đồng thiểu số Ethiopia.

## Văn hoá truyền thống
Trung Đông lấy ẩm thực Ả Rập làm đại biểu, đã lan rộng đến các quốc gia khác, cho nên trong khắp cả khu vực Trung Đông, mùi vị của các món ăn đều giống nhau vô cùng. Ngay cả ở trong một nước, cũng không xuất hiện tình huống các khu vực khác nhau có cách làm món ăn khác nhau.
Những món ăn khá nổi tiếng ở khu vực này gồm có đậu bắp ngâm dầu, đậu Hà Lan ngâm dầu, cà chua bí ngồi ngâm dầu. Người Trung Đông thích dùng dầu ô liu để nấu, sơ chế thức ăn. Bởi vì người dân Lebanon chuộng thiên nhiên và sức khoẻ, cho nên trong các món ăn của người Trung Đông không chỉ dùng nhiều dầu ô liu, đồng thời còn dùng cả nước cốt chanh tươi và tỏi làm gia vị, hầu như tất cả món ăn đều lấy đó coi là cơ sở tiến hành nấu chín.
Trong việc chọn lựa phương pháp nấu, sơ chế, người Lebanon cho đến toàn bộ người Trung Đông đều thích dùng phương thức quay nướng không khói để tiến hành nấu, sơ chế. Họ cho biết cách này vừa thấm đẫm mùi hương của thịt, vừa không hình thành nên sự ô nhiễm quá mức đối với môi trường.
Bánh mì pita Trung Đông là một đặc sản của Trung Đông, do ảnh hưởng của vùng miền nên trong thành phần có kết hợp văn hoá bột gạo của phương đông và phương tây. Cộng thêm bánh khubz đặc sản địa phương, việc chọn lựa món ăn chính càng đa dạng hơn, hơn nữa toàn bộ ẩm thực Trung Đông đều không tách rời các nguyên liệu từ gạo, lúa mạch, đậu và thịt cừu.
Theo hiểu biết của mọi người, sự sinh trưởng của loài lúa mạch bắt nguồn ở Trung Đông, hay dùng nhất vào việc chế tạo bánh mì, thí dụ như bánh mì pita Arab, còn có bánh khubz hay thấy trên bàn ăn của người Arab. Món nguội kiểu xốt Trung Đông là sản phẩm đặc biệt ở Trung Đông.
Nhân đậu dùng đậu gà làm nên, cộng thêm các gia vị như chè mè, muối và nước cốt chanh, nhỏ dầu ô liu lên, quấy trộn đều, nhìn bề ngoài bằng phẳng, lại khiến người ta nhớ lại dư vị vô cùng, miệng giữ lại dư hương. Ở Trung Đông, mọi người còn thích dùng hạt dẻ cười coi là một trong những phối liệu của đồ ngọt, kem hạt dẻ cười, các loại tráng miệng trộn lẫn hạt dẻ cười, tuỳ nơi mà có thể thấy bóng dáng của hạt dẻ cười.

## Nguyên nhân rối ren bất ổn

### Khác biệt văn hoá
Nhân chủng của Trung Đông chủ yếu là người da trắng. Về phương diện lịch sử, đây là nơi giao lưu văn hoá giữa phương đông và phương tây, là nơi tụ họp của nhiều chủng dân tộc. Mỗi dân tộc ở Trung Đông vẫn bảo lưu tín ngưỡng tôn giáo và phong tục tập quán của riêng mình như cũ, đại đa số cư dân tuân theo tín ngưỡng Hồi giáo, có một thiểu số cư dân tuân theo tín ngưỡng Cơ Đốc giáo, Do Thái giáo và các tôn giáo khác. Trong đó Hồi giáo, Cơ Đốc giáo và Do Thái giáo đều coi Jerusalem là thánh địa. Sự khác biệt về phương diện văn hoá chính là một trong những nguyên nhân trọng yếu dẫn đến Trung Đông bất ổn.
Thế giới Hồi giáo là các nước lấy Hồi giáo làm quốc giáo, ngoài các quốc gia của người Ả Rập, còn bao gồm các quốc gia của các dân tộc khác như Iran (của người Ba Tư), Pakistan (của người Punjab), Bangladesh (của người Bangladesh), Afghanistan (của người Pashtun), Malaysia (của người Mã Lai)... Thế giới Ả Rập là tên gọi chung của các nước lấy người Ả Rập làm chủ thể, bao gồm các nước như Arabia Saudi, Iraq, Libya, Lebanon,... Phần lớn các nước Arabi là các nước Hồi giáo.

### Mâu thuẫn nội bộ
Hai quân nhân Ai Cập Gamal Abdel Nasser và Anwar Al-Sadad đã nổ ra tiếng pháo đầu tiên về phong trào phục hưng cách mạng Hồi giáo. Sau thế chiến II, đã xuất hiện 34 nước Hồi giáo độc lập trên mặt trận. Kế tiếp, rất nhiều lãnh tụ tôn giáo trù liệu tìm kiếm đường lối cách mạng mới nhằm phản đối chính quyền thế tục, thực hành cách mạng Hồi giáo, khôi phục sự thống trị của thần quyền. Trong quá trình cách mạng dân tộc Hồi giáo cho đến cách mạng tôn giáo, từ mở đầu đến kết thúc đã thông suốt mục tiêu chính trị phù hợp với thực tế, tức là thoát li sự kiểm soát chính trị và kinh tế của Hoa Kỳ hoặc Liên Xô, kì vọng trở thành nước độc lập chân chính; thay đổi chính thể quân chủ, kiến lập nước cộng hoà; mong muốn thành lập liên minh Ả Rập mới, tưởng nhớ lại giấc mơ đế quốc Ả Rập trước đây; phản đối chủ nghĩa phục quốc Do Thái, cùng nhau chống Israel về phương diện quân sự.
Tuy nhiên, bởi vì mỗi nước có nguyên nhân riêng, nội bộ thế giới Ả Rập hoàn toàn không đoàn kết: đầu tiên, mỗi nước tin thờ các giáo phái Hồi giáo khác nhau (nội bộ rất nhiều nước cũng có chiến tranh giữa các giáo phái, dẫn đến cục thế chính trị rối loạn), xung đột giữa các giáo phái đã ảnh hưởng quan hệ giữa các nước; thứ hai là thế giới Hồi giáo lại có sự phân chia giữa các nước dân tộc Ả Rập và các nước không phải dân tộc Ả Rập. Từ góc độ lịch sử mà nhìn nhận, các nước không phải dân tộc Ả Rập tin thờ Hồi giáo phần lớn đều chịu sự kì thị và thành kiến đến từ các nước của dân tộc Ả Rập. Bởi vì mối thù hận cũ, cho nên ngay lúc sản sinh mâu thuẫn rất dễ phát sinh xung đột; thứ ba, là do tham vọng bành trướng, xâm lăng của một số chế độ độc tài. Tại Iraq, sau khi lên nắm quyền thông qua một cuộc thanh trừng lớn vào năm 1979, Saddam Hussein đã xây dựng một chế độ độc tài hà khắc. Về đối nội, Saddam thi hành chính sách độc đoán, hạn chế tự do ngôn luận, tàn sát bất cứ ai bất đồng chính kiến, dưới sự cai trị của Saddam nhiều người Iraq đã quyết định nổi dậy chống lại kẻ bạo chúa, tiêu biểu là vào tháng ba năm 1991, nhân dân Iraq đã đứng lên nổi dậy chống lại chế độ Saddam Hussein. Về đối ngoại trong giai đoạn cầm quyền, y đã biến Saddam thành một lò lửa chiến tranh, thi hành lối ngoại giao chiến lang, lấy bạo lực làm gốc rễ, Chỉ trong 12 năm nắm quyền đầu tiên, Iraq đã phát động hai cuộc chiến xâm lược với hai nước láng giềng là Iran và Kuwait khiến cho hàng trăm ngàn người chết, hàng triệu người mất nhà cửa. Không chỉ dừng lại ở đó Iraq còn phóng tên lửa Scud vào Israel dù quốc gia vốn không hề có tranh chấp lãnh thổ với Iraq (2 quốc gia không có biên giới chung) và Israel cũng không hề can dự vào 2 cuộc chiến tranh phi nghĩa mà Iraq phát động.
Năm 1964, "Tổ chức Giải phóng Palestine" thành lập, đồng thời thành lập "Quân giải phóng Palestine". Nó là một tổ chức không có sẵn biên giới, thực chất là một thực thể chính trị mang hình thái chính phủ. Năm 1969, phe ôn hoà "Fatah" do Yasser Arafat lãnh đạo trở thành đảng cầm quyền của Tổ chức Giải phóng Palestine, dù lúc đầu có xung đột quân sự với Israel, nhưng về sau chuyển biến thành hi vọng đàm phán với Israel thông qua các phương thức hoà bình. Đi cùng xung đột Israel - Palestine càng thêm mãnh liệt vào đầu thế kỉ XXI và Yasser Arafat qua đời, Mahmoud Abbas - người kế thừa của ông, kiên trì đường lối hoà bình. Không ngờ, sau cuộc bầu lại Cơ quan quyền lực Dân tộc Palestine, ông đã thất bại trước nhà lãnh đạo phe cấp tiến Hamas Ismail Haniya. Bắt đầu kể từ sau Yasser Arafat, Israel và Palestine dần dần bước vào thời kì hoà bình trắc trở, không hoàn toàn thuận lợi, nhưng mà biến cố chính trị này ở phía Palestine đã che trùm bóng tối trong tương lai. Vì vậy bất luận từ phía Israel hay phía Palestine, nội bộ đều đang tồn tại khác biệt rất lớn.

### Các thế lực bên ngoài can dự
Dưới ảnh hưởng của phục hưng văn nghệ phương Tây, trong cuộc vận động cải cách tôn giáo Cơ Đốc vào thế kỉ XVI do Martin Luther phát động khởi xướng, giáo hội Công Giáo bị chia rẽ thành Phe Kháng Cách. Cùng lúc phong trào cải cách của Phe Kháng Cách, cũng là lúc sự phát triển chính trị và kinh tế ở châu Âu bước vào thời kì chuyển biến, Kháng Cách nhấn mạnh thông qua việc thâm nhập cuộc sống trần thế của tín đồ để xin cầu sự cứu chuộc của thượng đế. Việc cổ vũ về hành vi thế tục của Kháng Cách, khiến cho mọi người giải trừ cảm giác phạm tội khi đuổi theo lợi nhuận thương mại, khiến cho các lĩnh vực hoạt động của chủ nghĩa tư bản thương mại đều đã có căn cứ địa cuối cùng của tôn giáo.
Trong thế chiến I, phe hiệp ước đã kết thành đồng minh với các nước Ả Rập chủ yếu là để đối đầu với đế quốc Ottoman - đế quốc phong kiến quân sự xuyên ba châu lục Âu, Á và Phi trong quá khứ. Trong giai đoạn giữa hai cuộc thế chiến, khu vực trung đông nằm dưới sự kiểm soát của 2 nước đế quốc lớn là Anh và Pháp. Trong thế chiến II các quốc gia trung đông ít bị ảnh hương bởi cuộc chiến hơn so với châu Âu cũng như Thái Bình Dương, một số trận đánh lớn chủ yếu diễn ra ở Mặt trận Bắc Phi. Tuy nhiên vào năm 1941 hai đế quốc lớn là Liên Xô và Anh đã bắt tay xâm lăng Iran từ hai hướng nam-bắc nhằm tránh Iran ngả theo phe trục dù trước đó Iran tuyên bố trung lập. Cuộc tấn công một phần là để bảo vệ tuyến đường sắt từ Iran qua Azerbaijan, một tuyến đường tiếp tế quan trọng của đồng minh.
Sau thế chiến II, do sự phát triển mạnh mẽ của phong trào giải phóng dân tộc, các nước thuộc địa dần giành lại độc lập. Anh Quốc đưa vấn đề lãnh thổ thuộc địa tại Trung Đông vấn đề này đưa cho Liên hợp quốc. Sau khi Israel tuyên bố lập quốc, Hoa Kỳ  trở thành quốc gia đầu tiên công nhận Israel. Tuy nhiên nhà nước non trẻ Israel lại phải đối mặt với cuộc xâm lăng tùe nhiều phía của khối Ả Rập được hỗ trợ bởi LIên Xô và các nước Warszawa. Mặc dù áp đảo về quân số, khí tài, trang thiết bị và được chế độ Liên Xô hậu thuẫn, song trong cả 3 lần chiến tranh Ả Rập-Israel (1948, 1967, 1973) và khủng hoảng Suez (1956)  thì liên quân Ả Rập rệu rã đều đã bị Israel đánh bại. Chiến thắng của Israel trước những đối thủ lớn hơn đã được coi như chiến thắng của chàng David nhỏ bé trước gã khổng lồ Goliath. Bên cạnh đó chiến thắng ấy cũng chấm dứt mưu đồ thôn tính Israel của các quốc gia láng giềng, buộc các nước này phải kí hiệp định hòa bình vào năm 1979 (Ai Cập), 1994 (Jordan). Ngoài ra chiến thắng của Israel cũng khẳng định vai trò của Hoa Kỳ với các nước thuộc địa trong phong trào giải phóng dân tộc sau thế chiến 2, đồng thời phá tan âm mưu xâm lăng thực dân mới của Liên Xô và khối phía đông.

### Một nhiều một ít

#### Một nhiều: tài nguyên dầu thô
Trung Đông là khu vực có trữ lượng dầu thô lớn nhất, sản xuất và vận chuyển dầu thô nhiều nhất trên thế giới, dầu thô Trung Đông chủ yếu phân bố ở vịnh Ba Tư và khu vực ven sát bờ biển. Bởi vì lượng tiêu thụ dầu thô của bản thân rất ít, hơn 90% dầu thô do Trung Đông sản xuất dùng tàu chở dầu từ cửa cảng ven bờ vịnh Ba Tư vận chuyển đến các nước và khu vực như Tây Âu, Hoa Kỳ, Nhật Bản và Trung Quốc, là khu vực xuất khẩu dầu thô nhiều nhất trên thế giới, nhất cử nhất động đều có ảnh hưởng trên toàn cục về sự phát triển kinh tế thế giới.
Các nước sản xuất dầu thô chủ yếu ở Trung Đông có Arabia Saudi, Các Tiểu vương quốc Ả Rập Thống nhất, Iran, Iraq,... trong đó Arabia Saudi, Kuwait và Các Tiểu vương quốc Ả Rập Thống nhất dựa vào xuất khẩu dầu thô đã giành được thu nhập kinh tế khả quan, trở thành nước giàu có. Nhưng bởi vì dầu thô khai thác ít thì không đủ bán, cho nên những nước sản xuất dầu thô này, đều đang suy xét kĩ càng vấn đề lối thoát kinh tế của nước mình sau khi tài nguyên dầu thô khai thác hết. Nông nghiệp của họ chủ yếu là ngành chăn nuôi, sản xuất rất nhiều cây chà là.
Trữ lượng dầu thô ở khu vực Trung Đông chiếm đến 61,5% trữ lượng sử dụng đã kiểm chứng toàn thế giới, tổng lượng là 742 tỉ thùng (chừng 100,2 tỉ tấn). Trong đó, Arabia Saudi là nước có trữ lượng dầu thô lớn nhất Trung Đông, xếp thứ hai thế giới, trữ lượng dầu thô đã kiểm chứng là 262,6 tỉ thùng, chiếm 17,85% trữ lượng dầu thô toàn cầu.
Kuwait ở Trung Đông là một trong những nước sản xuất dầu thô chủ yếu trên thế giới, diện tích chừng 17,8 ngàn kilômét vuông, nhân khẩu hơn 4,4 triệu người. Phần lớn khu vực là sa mạc, sông và hồ không có nước quanh năm, thiếu nước ngọt, nước uống chủ yếu dựa vào ngọt hoá nước biển và nước dưới đất. Bộ phận trọng yếu trong mậu dịch quốc tế của nó là xuất khẩu dầu thô và nhập khẩu nước ngọt cùng thiết bị có liên quan với chế tạo nước ngọt.

#### Một ít: tài nguyên nước
Tài nguyên nước ở Trung Đông thiếu thốn cực độ, hình thành đối lập rõ ràng với phong phú tài nguyên dầu thô. Khí hậu Trung Đông khô hạn, thiếu hiếm dòng sông, và khu vực sa mạc diện tích rộng lớn không có dòng sông. Thiếu thốn tài nguyên nước ảnh hưởng nghiêm trọng đời sống và sản xuất của người dân Trung Đông. Đi cùng gia tăng nhân khẩu và phát triển kinh tế, việc túng thiếu tài nguyên nước ở Trung Đông ngày càng nghiêm trọng. Mâu thuẫn về phương diện phân phối tài nguyên nước ở sông và hồ, cũng là một trong những nguyên nhân hình thành cục thế căng thẳng ở Trung Đông.
Kết quả: chiến tranh trong nhiều năm khiến cho các nước khu vực Trung Đông rơi vào khủng hoảng, mọi người tự cảm thấy đất nước mình nguy hiểm bất an, dẫn đến khu vực này rơi vào trạng thái chạy đua quân bị thậm chí chạy đua hạt nhân. Đất nước mua vũ khí, thuốc súng từ Hoa Kỳ, Liên Xô, Trung Quốc và phương Tây nhiều nhất chính là các nước Trung Đông, bao gồm Arabia Saudi, Các Tiểu vương quốc Ả Rập Thống nhất, Ai Cập Iran,... Điều này ở mức độ nhất định dẫn đến việc giảm bớt đầu tư vào kinh tế quốc gia và sinh kế nhân dân, đã làm trầm trọng thêm tình trạng nghèo khổ của một số nước.

## Kinh tế
Các nền kinh tế Trung Đông thay đổi trong phạm vi rộng từ rất nghèo (như Gaza và Yemen) đến cực kỳ thịnh vượng (như Qatar và UAE). Nhìn chung, đến năm 2007, theo CIA World Factbook, tất cả các quốc gia Trung Đông vẫn duy trì tốc độ tăng trưởng dương.
Theo cơ sở dữ liệu về chỉ số phát triển thế giới của Ngân hàng Thế giới công bố ngày 01 tháng 7 năm 2009, 3 nền kinh tế lớn nhất Trung Đông năm 2008 là Thổ Nhĩ Kỳ ($ 794.228.000.000), Ả Rập Xê Út ($ 467.601.000.000) và Iran ($ 385.143.000.000) theo GDP danh nghĩa. Về GDP danh nghĩa trên đầu người, các quốc gia có hạng cao nhất là Qatar ($93.204), UAE ($55.028), Kuwait ($45.920), Síp ($32.745) và Thổ Nhĩ Kỳ ($19.850). Thổ Nhĩ Kỳ ($ 1.028.897.000.000), Iran ($ 839.438.000.000) và Ả Rập Xê Út ($ 589.531.000.000) là các nền kinh tế lớn nhất tính theo GDP-PPP. Nếu tính theo thu nhập dựa trên (PPP), các quốc gia có hạng cao nhất là Qatar ($86.008), Kuwait ($39.915), UAE ($38.894), Bahrain ($34.662), Sip ($29.853) và Thổ Nhĩ Kỳ ($31.605). Quốc gia xếp hạng thấp nhất về PPP là chính quyền Palestinian và Bờ Tây ($1.100).
Cấu trúc kinh tế của các quốc gia Trung Đông khác biệt về hoàn cảnh, trong khi một số quốc gia nhờ vào xuất khẩu dầu mỏ và các sản phẩm từ dầu (như Ả Rập Xê Út, UAE và Kuwait), các quốc gia khác có cấu trúc kinh tế đa dạng hơn (như Síp, Israel, Thổ Nhĩ Kỳ và Ai Cập). Các ngành công nghiệp của Trung Đông bao gồm dầu mỏ và các sản phẩm từ dầu, nông nghiệp, vải sợi, chăn nuôi gia súc, sữa, dệt, da, trang thiết bị tự vệ, trang thiết bị phẫu thuật. Ngân hàng cũng là một lĩnh vực quan trọng trong các nền kinh tế đặc biệt là trong trường hợp của UAE và Bahrain.
Ngoại trừ Síp, Thổ Nhĩ Kỳ, Ai Cập, Libăng và Israel, du lịch là lĩnh vực tương đối kém phát triển của nền kinh tế, một phần vì bản chất xã hội bảo thủ trong khu vực cũng như bất ổn chính trị ở một số vùng của Trung Đông. Tuy nhiên, trong những năm gần đây, các quốc gia như UAE, Bahrain, Jordan và đã bắt đầu thu hút số lượng lớn khách du lịch vì cải thiện cơ sở du lịch và thư giãn của chính sách hạn chế du lịch liên quan đến.
Thất nghiệp nổi tiếng cao ở Trung Đông và Bắc Phi, đặc biệt trong nhóm có độ tuổi 15–29, chiếm 30% tổng dân số khu vực. Tỉ lệ thất nghiệp của khu vực năm 2005 theo Liên đoàn Lao động thế giới là 13,2%, và trong nhóm trẻ cao đến 25%, đến 37% ở Maroc và 73% ở Syria.

## Các vùng Trung Đông
Bài chính: Các vùng Trung Đông
- Cao nguyên Iran
- Biển Địa Trung Hải - Síp
- Ả Rập, xem Các quốc gia Vùng Vịnh Ba Tư - Ả Rập Xê Út, Kuwait, Qatar, Các Tiểu Vương quốc Ả Rập Thống nhất, Oman, Yemen, Bahrain và Iraq
- Miền Cận Đông - Syria, Israel, Jordan, Liban, Bờ tây và Dải Gaza, Bán đảo Sinai của Ai Cập

### Các tổ chức phi chính phủ hoạt động trong vùng
- Ansar Burney Trust - Tổ chức phi chính phủ hoạt động về các vấn đề quyền con người và buôn người ở Trung Đông